# Condor (companie)
Condor este o companie care este singurul producător de parașute din România.
A fost înființată în anul 1930, având ca obiect de activitate construcția de aerostate și repararea de parașute.
Implicarea României în cel de-al Doilea Razboi Mondial a adus cu sine extinderea activității fabricii, Condor asigurând necesarul de echipamente pentru aviația română, producând și parașute sub licența firmei "IRVIN", din Marea Britanie.
În anul 1948, întreprinderea a fost naționalizată.
A fost transformată în societate pe acțiuni în anul 1990
Număr de angajați în 2004: 500
Cifra de afaceri în 2003: 4 milioane euro